# Internationale Filmfestspiele Berlin 1965
Die Internationalen Filmfestspiele Berlin 1965 fanden vom 25. Juni bis zum 6. Juli 1965 statt.
Erstmals fand in diesem Jahr die so genannte Informationsschau statt. Es wurden darin Filme gezeigt, die bereits auf anderen Festivals liefen. Aus dieser Informationsschau entwickelte sich später die Sektion Panorama. Vor der Bundestagswahl 1965 nahm auch die Politik Einfluss auf die Berlinale. So wurde auf Rücksicht des Wahlkampfes zwischen Ludwig Erhard und Willy Brandt, der zu diesem Zeitpunkt noch Regierender Bürgermeister von Berlin war, der französische Episodenfilm Pariser Geschichten zensiert. In einer Szene werden die Augen von Konrad Adenauer in einem Foto ausgestochen. Diese Szene wurde aus dem Film genommen. Der Film lief innerhalb der Informationsschau.

## Wettbewerb
Folgende Filme wurden in diesem Jahr im offiziellen Wettbewerb der Berlinale gezeigt:
| Filmtitel                                | Regisseur              | Produktionsland     | Darsteller (Auswahl)                           |
| Der Abgott                               | Rodolfo Kuhn           | Argentinien         |                                                |
| Die Besessenen von Catulé                | Anselmo Duarte         | Brasilien           | Raul Cortez                                    |
| Charulata – die einsame Frau             | Satyajit Ray           | Indien              | Soumitra Chatterjee, Madhabi Mukherjee         |
| Cat Ballou – Hängen sollst du in Wyoming | Elliot Silverstein     | USA                 | Jane Fonda, Lee Marvin                         |
| Ekel                                     | Roman Polański         | Großbritannien      | Catherine Deneuve, Ian Hendry                  |
| Geschichten hinter Wänden                | Kōji Wakamatsu         | Japan               |                                                |
| Der gewisse Kniff                        | Richard Lester         | Großbritannien      | Rita Tushingham                                |
| Glück aus dem Blickwinkel des Mannes     | Agnès Varda            | Frankreich          | Jean-Claude Drouot                             |
| Kungsleden                               | Gunnar Höglund         | Schweden            |                                                |
| Die Kunst des Lebens                     | Julio Diamante         | Spanien             |                                                |
| Lemmy Caution gegen Alpha 60             | Jean-Luc Godard        | Frankreich, Italien | Eddie Constantine, Anna Karina                 |
| Roulette der Liebe                       | Bo Widerberg           | Schweden            |                                                |
| Eine schöne Visage                       | Giuliano Montaldo      | Italien             |                                                |
| Shakespeare-Wallah                       | James Ivory            | Indien              | Shashi Kapoor, Felicity Kendal, Madhur Jaffrey |
| Thomas, der Betrüger                     | Georges Franju         | Frankreich          | Emmanuelle Riva, Fabrice Rouleau               |
| Wälsungenblut                            | Rolf Thiele            | Deutschland         | Gerd Baltus, Rudolf Forster, Margot Hielscher  |
| Zwei                                     | Palle Kjærulff-Schmidt | Dänemark            |                                                |

## Internationale Jury
Der Brite John Gillett war in diesem Jahr Jury-Präsident folgender Jury: Ely Azeredo (Brasilien), Monique Berger (Frankreich), Jerry Bresler (USA), Alexander Kluge (Deutschland), Kyushiro Kusakabe (Japan), Karena Niehoff (Deutschland), Hansjürgen Pohland (Deutschland) und Hans-Dieter Roos (Deutschland).

## Preisträger
- Goldener Bär: Lemmy Caution gegen Alpha 60
- Silberne Bären:
  - Glück aus dem Blickwinkel des Mannes (Sonderpreis der Jury)
  - Ekel (Sonderpreis der Jury)
  - Satyajit Ray (Beste Regie)
  - Lee Marvin in Cat Ballou (Bester Darsteller)
  - Madhur Jaffrey in Shakespeare-Wallah (Beste Darstellerin)

## Weitere Preise
- Jugendfilmpreis: Der Abgott
- FIPRESCI-Preis: Ekel